# 野狼與瑪莉
《野狼與瑪莉》是一部香港黑色幽默漫畫，由鄭健和主編、鄧志輝繪畫。 2015年，改編成電影《宅男女神殺人狂》，由鄭健和和金沛晟執導，朱俊丞、連詩雅、張睿家主演。
在《阿修羅》第32期宣告將於2020年11月發行《野狼與瑪莉2》的新系列，於11月5日至26日期間發行，全4期。

## 劇情簡介
故事主角張建禾原是一沒名氣的漫畫家，靠畫同人漫畫維生。張在巧合下誤殺了朋友，又在企圖毀屍滅跡之際遭到女友發現，然而卻陰錯陽差地與一名殺人狂陳家明相遇了！於是，這兩人的人生開始有了極大轉變…

## 相關連結
- 鄭健和

## 外部連結
- 壹本創作 Facebook專頁 （页面存档备份，存于）
- 一夫當關：港漫．《脫北者》．鄭健和 （页面存档备份，存于）
- 佳作總有出頭天: 野狼與瑪莉
- 野狼與瑪莉#1 （页面存档备份，存于）